# Crkva sv. Ivana u Jelsi
 Crkva sv. Ivana je rimokatolička crkva u Jelsi.

## Opis
U južnom dijelu uvale, u predjelu Vela Banda, a istočno od mjesnog trga, nalazi se manji trg u čijem je središtu izgrađena danas barokna crkva sv. Ivana. Na ovom je mjestu već u 15. stoljeću postojala manja crkva čiji se ostaci uočavaju u zidanoj strukturi južnog pročelja današnje građevine. Postoje pretpostavke da je i u ranijim stoljećima na pustoj hridi postojala sakralna građevina. Današnja crkva sv. Ivana izgrađena je u 16. stoljeću i barokna je građevina atipičnog, poligonalnog tlocrta, na čiji je izgled zasigurno utjecao oblik i veličina već formiranog trga, kao i potreba da se sagradi građevina veća od prethodne. Crkva sv. Ivana jedan je od najljepših primjera barokne sakralne arhitekture na otoku Hvaru.
Na istom trgu, nasuprot sjevernom zidu crkve, nalazi se Kuća Dobrović.

## Zaštita
Pod oznakom Z-4872 zavedena je kao nepokretno kulturno dobro - pojedinačno, pravna statusa zaštićena kulturnog dobra, klasificirano kao "sakralna graditeljska baština".

## Vanjske poveznice
|  | Zajednički poslužitelj ima još gradiva o temi Crkva sv. Ivana u Jelsi |